# Erik Forslid
Svante Erik Gustav  Forslid, född 15 oktober 1891 i Trollhättan, död 10 oktober 1984 i Svalöv, var en svensk läroverksrektor och författare.

## Biografi

### Studier och arbetsliv
Efter studentexamen i Vänersborg 1910 blev Erik Forslid filosofie kandidat vid Uppsala universitet 1913 och filosofie magister där 1916. Han var vikarierande adjunkt vid högre allmänna läroverken i Gävle och i Västerås 1916–1917, lärare vid Fridhems folkhögskola 1918–1923, rektor och lärare på Svalövs privata samskola 1918–1921, Svalövs högre folkskola 1921–1923, Svalövs kommunala mellanskola 1923–1944 samt rektor och adjunkt vid Svalövs samrealskola 1944–1958

### Föreningsverksamhet och politiska uppdrag
Rönnebergs härads hembygdsförening bildades den 12 september 1933 på initiativ av Gustaf Eliasson och Erik Forslid. Forslid blev sedan ordförande i hembygdsföreningen 1946 efter att Gunnar Eliasson slutat som ordförande. Forslid höll många populärvetenskapliga föreläsningar i föreningssammanhang. Han var vidare Riksantikvariens ombud och ålderman i Svalövs gille 1955.
Erik Forslid var ledamot i municipalfullmäktige 1941–1951, i kommunalfullmäktige från 1954, vice ordförande i  kommunalnämnden, fattigvårdsstyrelsen, ordförande i kyrkostämma, skolstyrelsen och valnämnden i Felestad 1920–1940 samt Svalövs skolstyrelse 1918–1963.

### Privatliv
Erik Forslid var gift från 1918 med Gunhild Wåhlén (1890–1986), som var dotter till godsägaren Oscar Wåhlén och Marina född Warholm. Makarna hade sedermera två barn Marianne (1920-2017) och Svante (1924-2011). Han är även morfar till litteraturprofessorn Torbjörn Forslid och professorn i nationalekonomi Rikard Forslid.

## Skrifter
Erik Forslid författade ett flertal minnesskrifter men hans huvudverk blev Svalövs historia i fyra delar som utkom 1953 till 1973. Utgivare av böckerna var Svalövs Gille där Forslid var verksam.
- Svalövs historia I-IV 1953, 1961, 1967 och 1973
- Hans Persson / Erik Forslid,1923 Ingår i: Tidskrift för svenska folkhögskolan. 1923(4):4, s.
- In memoriam : Wilhelm Wiström / [undert] E.F. 1926 Ingår i: Tidskrift för svenska folkhögskolan.1926(7):3, s.
- Rönnebergs m. fl. härads brandstodsbolag 1834-1934 : Minnesskrift på uppdrag av brandstodsnämnden utarb.1934
- Onsjö härads sparbank 1861-1936 : Minnesskrift, på uppdrag av sparbankens styrelse utarb. / av Erik Forslid 1936
- Svalöfs m. fl. socknars sparbank 1867-1942 : minnesskrift 1942
- redaktör Rönnebergs härads skolhistoria  1942.
- Tågarps och kringliggande orts sparbank 1871-1946 : Minnesskrift på uppdrag av sparbankens styrelse utarbetad / av Erik Forslid 1946
- Luggude härads sparbank 1848-1948 : Minnesskrift utg. med anledning av Luggude härads sparbanks hundraåriga tillvaro och på uppdrag av styrelsen utarbetad / av Erik Forslid.1946
- Billeberga m. fl. socknars sparbank 1874-1949 : Minnesskrift utg. med anledning av Billeberga m. fl. socknars sparbanks 75-årsjubileum och på uppdrag av sparbankens styrelse utarbetad / av Erik Forslid
- Om tingsställen, tingshus och häradshövdingar i Rönnebergs, Onsjö och Harjagers härader : minnesskrift på uppdrag av tingshusbyggnadsstyrelsen utarbetad av / Erik Forslid 1951
- Onsjö härads sparbank 1861-1951 : minnesskrift på uppdrag av sparbankens styrelse / av Erik Forslid 1951
- Skånska brandkårsförbundet 1909-1959 : minnesskrift / Erik Forslid 1959
- Bygden, staden, banken : minnesskrift med anledning av Onsjö härads sparbanks 100-årsjubileum 1961 / Erik Forslid, Joel Sallius 1961
- Rönnebergs, Onsjö och Harjagers härads brandstodsbolag : 1834-1959 / Erik Forslid 1959
- Svenska brandkårernas riksförbund 1912-1962 : minnesskrift / Erik Forslid. 1962
- Billeberga-ortens kraftaktiebolag 1914-1964 : minnesskrift på uppdrag av bolagets styrelse utarb. / Erik Forslid 1965

### Utmärkelser
- Riddare av Vasaorden
- Guldmedaljen för medborgerlig förtjänst, sjätte storleken
- Lengertz litteraturpris 1974
- Rönnebergs, Onsjö och Harjagers tingslags stora förtjänstmedalj